# Ignazio Masotti

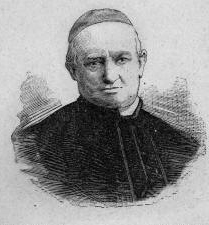
Ignazio Kardinal Masotti

Ignazio Masotti (* 16. Januar 1817 in Forlì; † 31. Oktober 1888 in Rom) war italienischer Kurienkardinal.

## Leben
Masotti, Sohn eines Juristen und selbst Doktor beider Rechte, war langjähriger Sekretär des Kardinalstaatssekretärs Giuseppe Bofondi. Papst Pius IX. hatte ihm bereits 1863 den Titel eines Päpstlichen Hausprälaten verliehen. 1870 wurde Masotti Auditor der Römischen Rota.
Er wurde 1879 Sekretär der Congregatio de Propaganda Fide und 1882 Sekretär der Kongregation für die Ordensleute. Im Konsistorium vom 10. November 1884 wurde Masotti von Papst Leo XIII. zum Kardinal kreiert; am 13. November 1884 erfolgte die Ernennung zum Kardinaldiakon von San Cesareo in Palatio.
Am 12. August 1886 erfolgte die Bestellung zum Pro-Präfekten der Kongregation für die Ordensleute und im Januar 1887 die Ernennung zum Präfekten durch Leo XIII. Kardinal Masotti starb im Oktober 1888 nach knapp zweiwöchiger Krankheit.